# Montanaso Lombardo
Montanaso Lombardo – miejscowość i gmina we Włoszech, w regionie Lombardia, w prowincji Lodi.
Według danych na rok 2004 gminę zamieszkiwały 1524 osoby, 169,3 os./km².